# Bliesbruck
Cet article possède un paronyme, voir Blies (homonymie).
Bliesbruck (prononcé /blizbʁyk/ ; en allemand : Bliesbrücken ; en francique lorrain : Brigge) est une commune française située dans le département de la Moselle et le bassin de vie de la Moselle-est, en région Grand Est.

## Géographie

### Géologie et relief
La commune se compose de 79,29 hectares de territoires artificialisés (7,30 %), 683,90 hectares de territoires agricoles (62,97 %) et 323,03 hectares de forêts et milieux semi-naturels (29,74 %).
Espaces naturels :
- Un espace protégé hors Natura 2000 :

Vosges du Nord. Réserve de Biosphère, zone de transition.
- Trois Sites bioarchéologiques :

Unterer Sand,
Rohrwiese,
Steinfelder.

### Localisation
| Mandelbachtal (Allemagne) | Gersheim (Allemagne)       |                 |
| Blies-Ebersing            | Bliesbruck                 | Obergailbach    |
| Wiesviller                | Wœlfling-lès-Sarreguemines | Gros-Réderching |

### Topographie
Le village, bâti autour de la vallée de la Blies, est marqué par une basse altitude. La commune possède plusieurs collines notables : 
– la colline d’Hermeskappel, ou Kappel, assez excentrée du centre du village, contient le hameau bliesbruckois éponyme ;
– la colline de la Hard, également Hardt, est connue pour avoir abrité l'ancien château fort de la vallée de la Blies, il fut dénommé la maison-forte des Chevaliers de Brücken, en référence à la famille gouvernant autrefois la région, ou das Alte Schloss (en allemand : « Le Vieux Château »), il fut détruit au XIVe siècle, par ailleurs une des rues contournant la Hard est nommée rue du Château, en référence à cet ancien édifice ;
– la colline dite die Roteberg (ou Rotenberg), longée en partie par la rue des Vergers ;
– le Kloberg, colline située sur la rive droite de la rivière et surplombant le Petit-Côté.

#### Forêts
Deux forêts sont situées sur le territoire communal de Bliesbruck.
L'une d'elles, la Haedewald (en francique lorrain : « forêt des Bohémiennes »), est un bois quasi intact et dense, il est situé sur les hauteurs de la colline d'Hermeskappel, c'est dans ces bois que le Schlierbach, traversant Bliesbruck, prend sa source.
L'autre forêt est nommée la Maywald, elle se trouve sur les hauteurs de la vallée de la Blies, au sud-ouest du centre du village, et non loin de la route menant à Blies-Ébersing, elle est plus clairsemée que la Haedewald, à cause des défrichement qu'elle a subi au Moyen Âge.
On peut noter que ces deux bois sont traversés par la ligne de chemin de fer reliant Sarreguemines à Bitche et Haguenau.

### Ecarts et lieux-dits
- Bliesbauchen
- Hasensprung
- Steinfelder
- "Bliesbruck Centre" ou Grand Côté
- le Petit-Côté situé après le pont sur la rive droite de la rivière
- le hameau d'Hermeskappel situé en hauteur par rapport au village

### Hydrographie et les eaux souterraines
Hydrogéologie et climatologie : Système d’information pour la gestion des eaux souterraines du bassin Rhin-Meuse :
Territoire communal : Occupation du sol (Corinne Land Cover); Cours d'eau (BD Carthage),
Géologie : Carte géologique; Coupes géologiques et techniques,
 Hydrogéologie : Masses d'eau souterraine; BD Lisa; Cartes piézométriques.
La commune est située dans le bassin versant du Rhin au sein du bassin Rhin-Meuse. Bliesbruck est traversée d'est en ouest par la rivière appelée Blies, celle-ci prend sa source en Allemagne, pour se jeter dans la Sarre à Sarreguemines.
Par ailleurs, Bliesbruck est la seule commune française à posséder les deux rives de la Blies, la rive droite correspond au Petit-Côté du village. La Blies, d'une longueur totale de 19,7 km, prend sa source en Allemagne, pénètre dans la commune de Bliesbruck, puis constitue une limite séparative naturelle avec l'Allemagne jusqu'à sa confluence avec la Sarre au droit de Sarreguemines.
Au sein du village passe également un ruisseau affluent de la Blies, nommé Schlierbach, il traverse les rues du Château, Principale et de la Blies, avant de confluer avec la rivière.

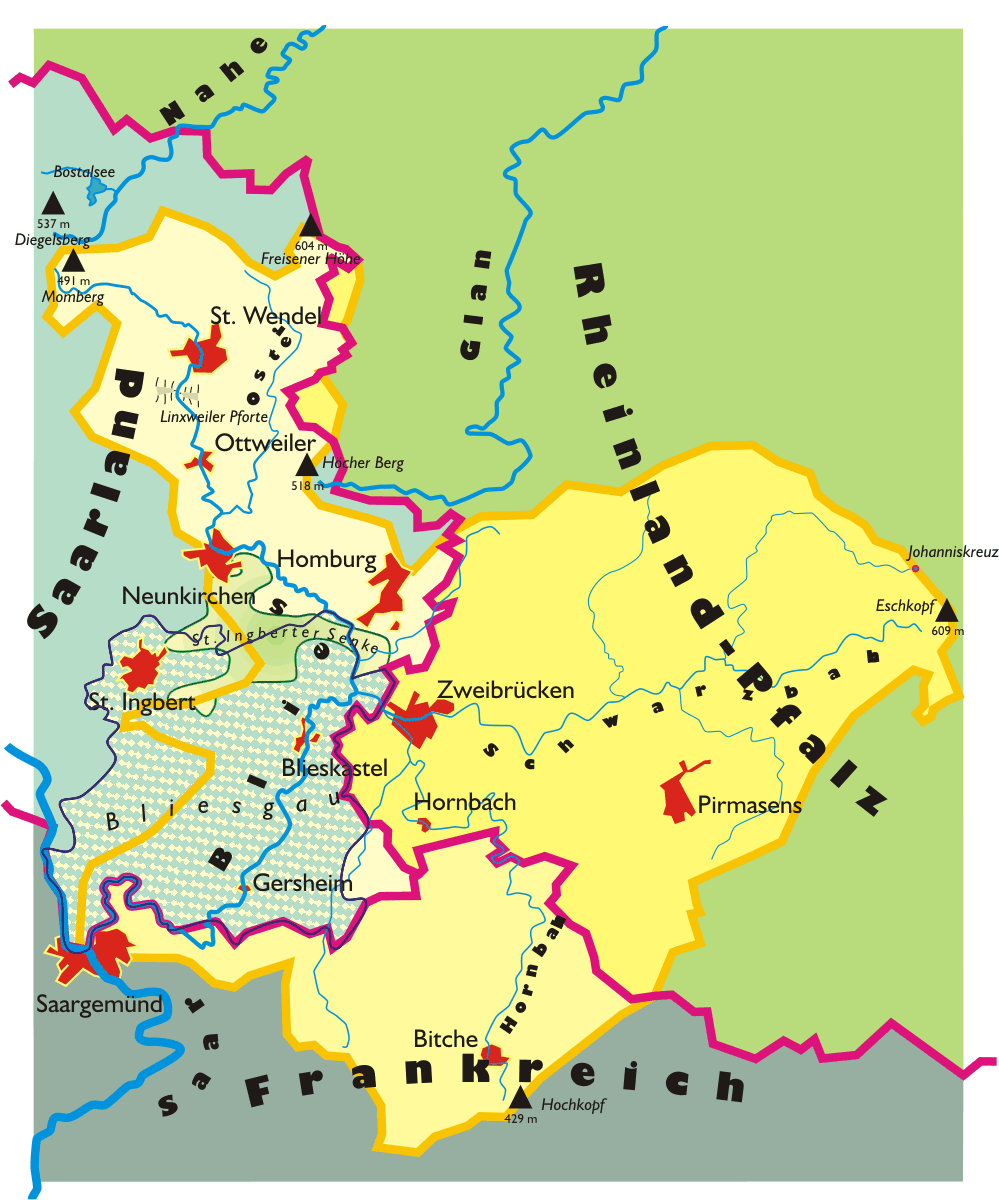
Carte représentant le bassin de la Blies. Bliesbruck est située dans le bas de la carte, à l'endroit où la rivière rentre sur le territoire français.
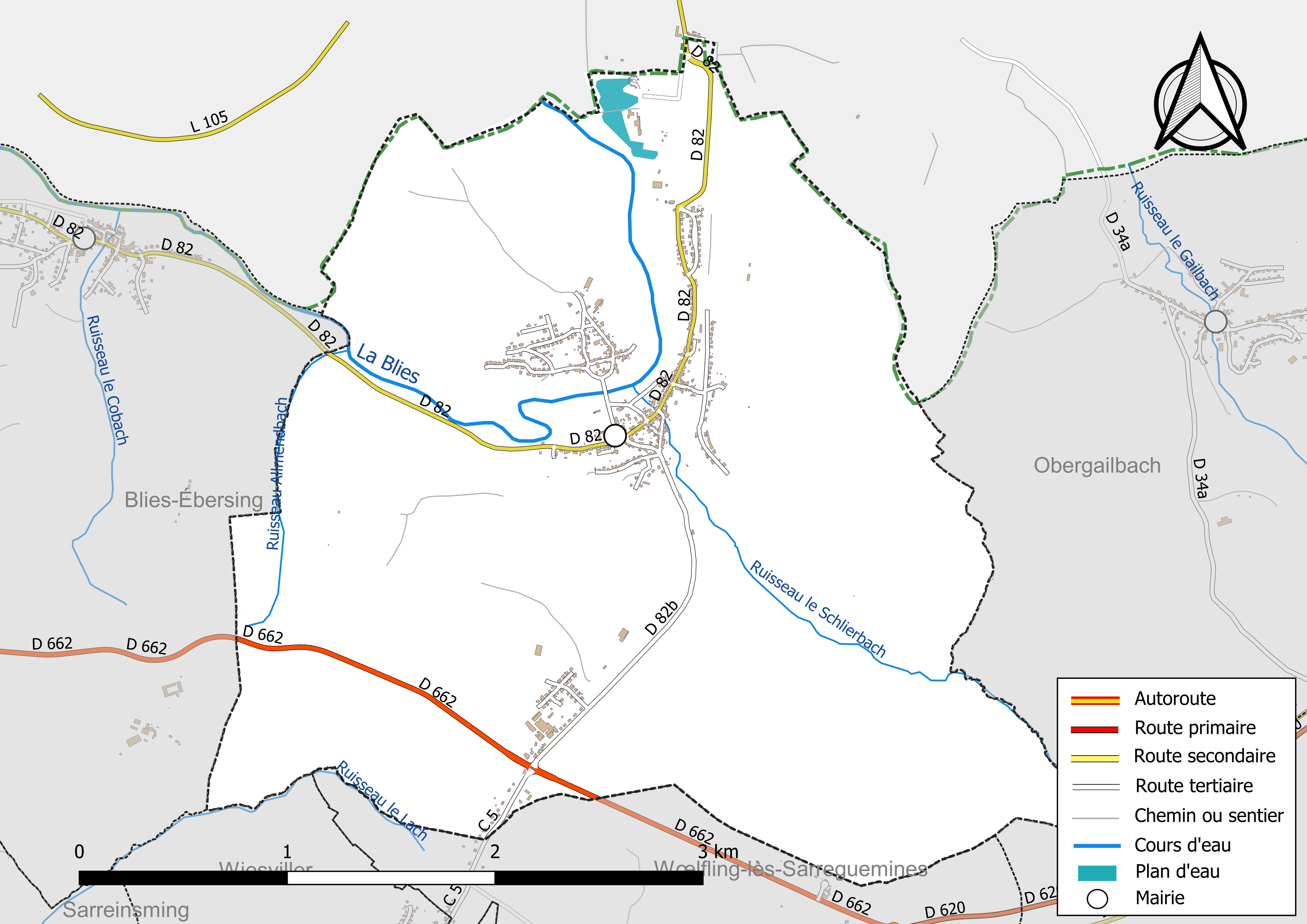
Réseaux hydrographique et routier de Bliesbruck.

La qualité des eaux des principaux cours d’eau de la commune, notamment de la Blies, peut être consultée sur un site dédié géré par les agences de l’eau et l’Agence française pour la biodiversité.

### Climat
Pour des articles plus généraux, voir Climat du Grand Est et Climat de la Moselle.
En 2010, le climat de la commune est de type climat des marges montargnardes, selon une étude du Centre national de la recherche scientifique s'appuyant sur une série de données couvrant la période 1971-2000. En 2020, Météo-France publie une typologie des climats de la France métropolitaine dans laquelle la commune est exposée à un climat semi-continental et est dans la région climatique  Vosges, caractérisée par une pluviométrie très élevée (1 500 à 2 000 mm/an) en toutes saisons et un hiver rude (moins de 1 °C). 
Pour la période 1971-2000, la température annuelle moyenne est de 9,8 °C, avec une amplitude thermique annuelle de 16,7 °C. Le cumul annuel moyen de précipitations est de 987 mm, avec 12,7 jours de précipitations en janvier et 9,4 jours en juillet. Pour la période 1991-2020, la température moyenne annuelle observée sur la station météorologique de Météo-France la plus proche, « Volmunster », sur la commune de Volmunster à 13 km à vol d'oiseau, est de 10,2 °C et le cumul annuel moyen de précipitations est de 760,1 mm. 
La température maximale relevée sur cette station est de 37,6 °C, atteinte le 25 juillet 2019 ; la température minimale est de −18,6 °C, atteinte le 24 décembre 2001,,. 
Les paramètres climatiques de la commune ont été estimés pour le milieu du siècle (2041-2070) selon différents scénarios d'émission de gaz à effet de serre à partir des nouvelles projections climatiques de référence DRIAS-2020. Ils sont consultables sur un site dédié publié par Météo-France en novembre 2022.

## Urbanisme

### Typologie
Au 1er janvier 2024, Bliesbruck est catégorisée commune rurale à habitat dispersé, selon la nouvelle grille communale de densité à sept niveaux définie par l'Insee en 2022.
Elle est située hors unité urbaine. Par ailleurs la commune fait partie de l'aire d'attraction de Sarreguemines (partie française), dont elle est une commune de la couronne,. Cette aire, qui regroupe 48 communes, est catégorisée dans les aires de 50 000 à moins de 200 000 habitants,.

### Occupation des sols

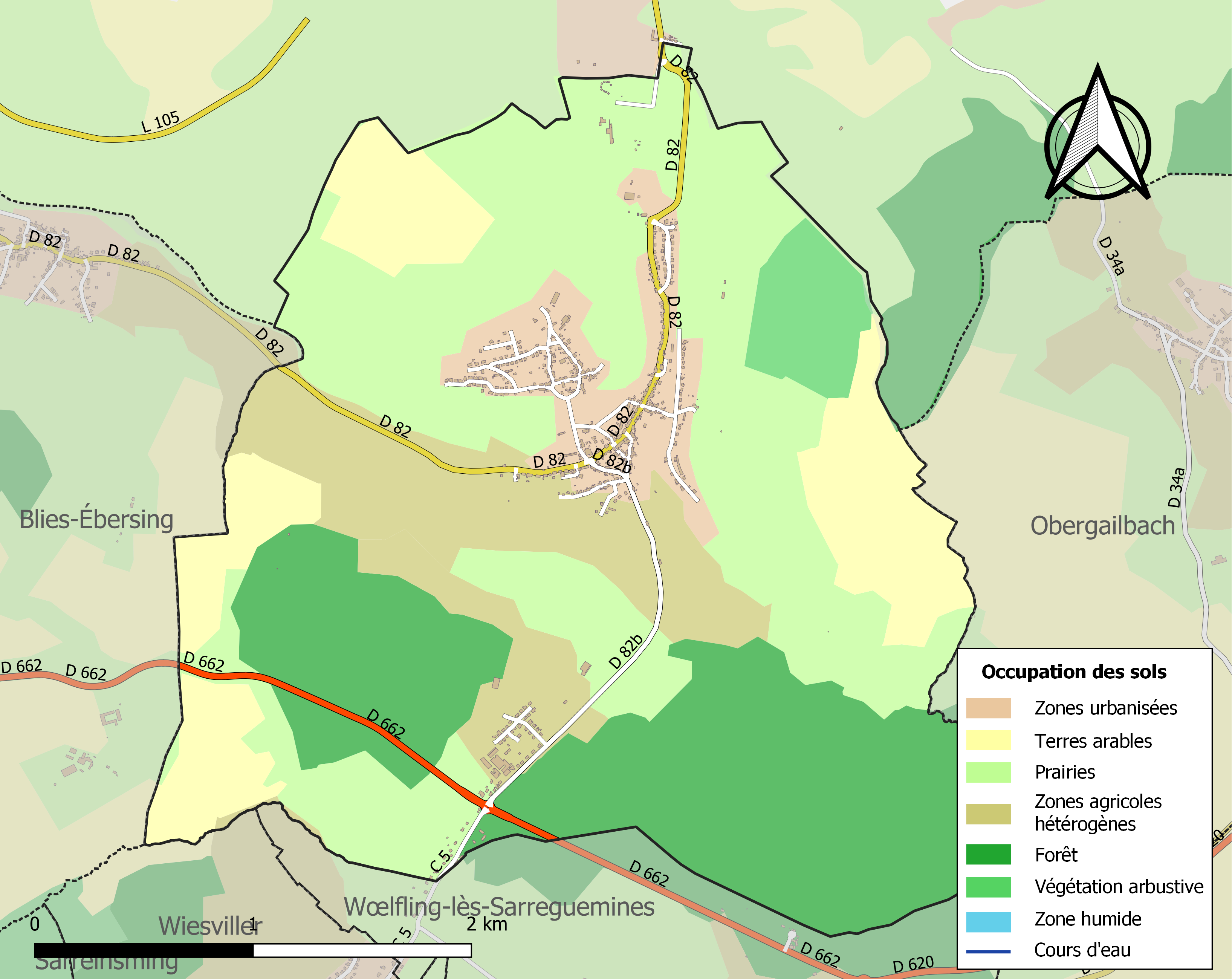
Carte des infrastructures et de l'occupation des sols de la commune en 2018 (CLC).

L'occupation des sols de la commune, telle qu'elle ressort de la base de données européenne d’occupation biophysique des sols Corine Land Cover (CLC), est marquée par l'importance des territoires agricoles (62,6 % en 2018), en diminution par rapport à 1990 (65,4 %). La répartition détaillée en 2018 est la suivante : 
prairies (35,6 %), forêts (27,1 %), zones agricoles hétérogènes (13,9 %), terres arables (13,1 %), zones urbanisées (7,3 %), milieux à végétation arbustive et/ou herbacée (3 %).

## Toponymie

### Mentions anciennes
Blysebrücken (1131) ; Blysbrüchen (1180) ; Brügken (1234) ; Brüchen, Brüchem, Briken (1544) ; Brückem (1594) ; Blise-Brüchen (1751) ; Brucken (1779) ; Bliesbrück (1788) ; Blise-Briken (carte de Cassini) ; Bricken (carte d'Augustin Calmet) ; Bliesbringuen (1793) ; Blisbrucken (1801),.
Pendant l'annexion allemande : Bliesbrücken (1871-1918).

### Étymologie
Le nom Bliesbruck, est une réduction du nom germanophone du village, qui est Bliesbrücken. Celui-ci signifie « ponts sur la Blies », en effet, Brücke signifie « pont » en allemand et prend -en au pluriel. Il doit faire référence au fait que le pont reliant les deux principales parties du village a souvent été reconstruit, le premier ayant été un simple pont en bois, remplacé ensuite par un pont à voûtes, détruit à la Seconde Guerre mondiale, remplacé ensuite par un pont en bois par les Français et les Américains. C'est seulement dans les années 1970 que le pont actuel fut bâti.
La commune a souvent changé de dénomination, si bien que son premier nom connu, de 1131, est Blysebrucken, plus tard rallongé en Bruecken auf der Bliesz, puis raccourci à Bruck, francisé ensuite en Pons, pour revenir sous l'annexion allemande à un nom proche de celui d'origine, Bliesbrücken, qui sera francisé en 1919 au retour de la région à la France, pour donner le toponyme actuel. Toutefois, il conserve le nom primitif de Brigge et Bliisbrigge/Bliisbrikke en francique rhénan lorrain, dialecte très répandu en Moselle-Est.

## Histoire

### Période pré-romaine
D'après des objets en pierre taillée retrouvés dans le secteur du village, on affirme que la vallée de la Blies fut habitée par des hommes depuis avant l'appartenance de la région à la République romaine.
Plus tard, de nouveaux peuples s'installèrent dans la région, tels les Celtes, les Belges ou les Ligures. Grâce à ces rencontres entre ethnies, l'agriculture et l'élevage se développèrent, et les outils ne furent plus fabriqués en pierre mais en métaux, tels le fer et le bronze.
 À la veille de la conquête des Gaules en 52 av. J.-C, la région était apparemment peuplée par les Médiomatriques.

### Périodegallo-romaine

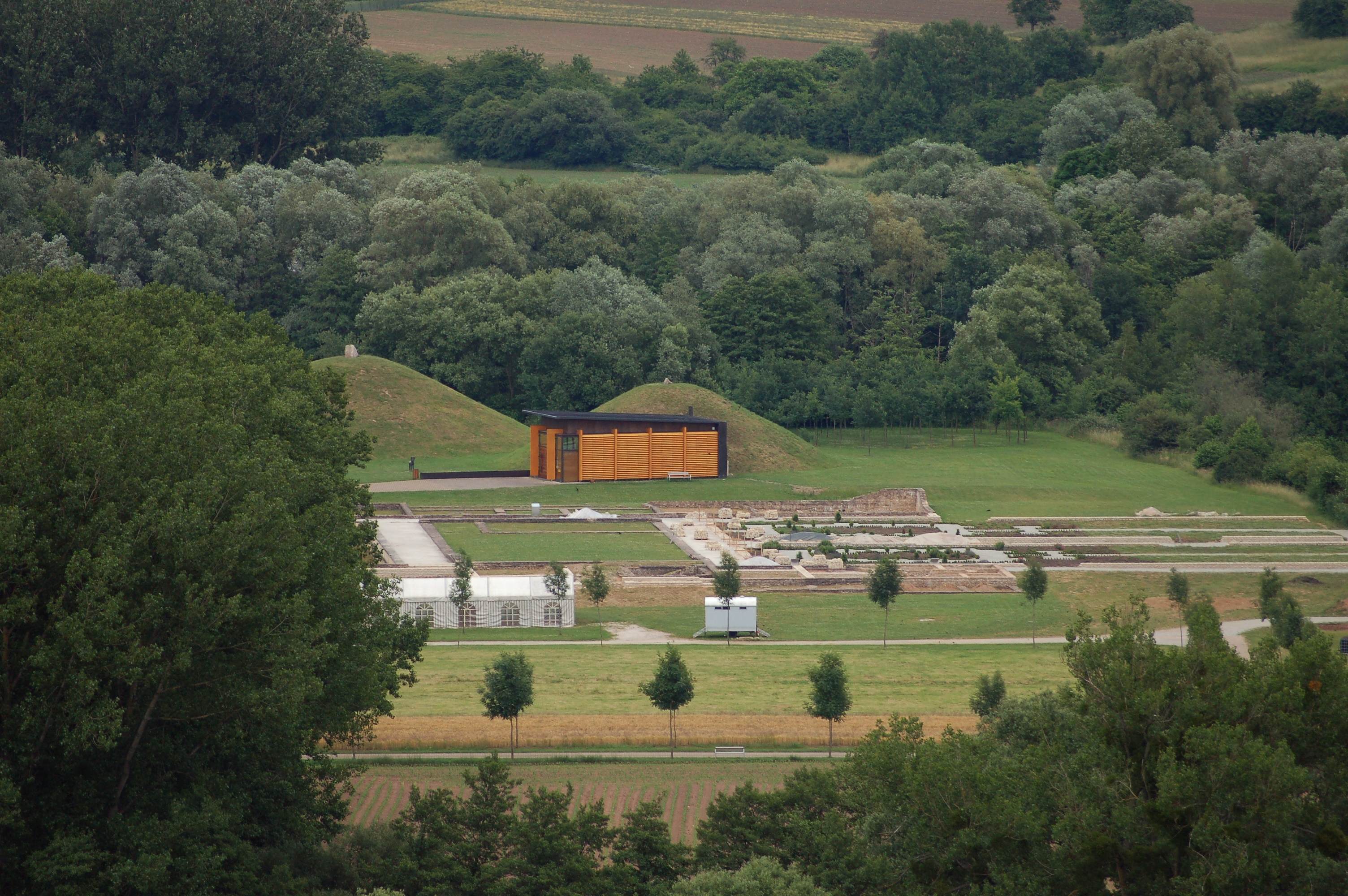
Portion du Parc archéologique européen de Bliesbruck-Reinheim comprenant la tombe de la princesse celte et la villa de Reinheim.

Sous la République romaine et l'Empire romain, la région connu un essor phénoménal au sein de la province de Gaule belgique. La commune des Steinfelder, correspond à l'emplacement actuel des fouilles archéologiques de Bliesbruck-Reinheim.
C'est à cette époque qu'est construite la voie romaine, venant de Brumath et aboutissant à Hermeskappel, elle traversait la Blies par un pont, détruit probablement par les crues de la rivière.
Les thermes de Bliesbruck, étaient un complexe thermal colossal pour sa situation en dehors des grandes agglomérations romaines. Elles furent utilisées jusqu'au XVe siècle apr. J.-C., en tant qu'habitations.
La région était prospère, en effet la Blies étant très poissonneuse les habitants ne manquaient pas de nourriture. Or, la bourgade fit l'objet d'un abandon progressif depuis les invasions barbares. Après le IVe siècle, seules les thermes abritèrent encore de la population.

### De la périodemédiévaleà laRévolution française
Au début du Moyen Âge, pour développer l'agriculture, les habitants durent déboiser une grande partie de la Maywald, située sur le territoire de l'actuel ban communal, autour de la route menant à Blies-Ébersing. Le seul témoignage de l'époque mérovingienne, est la découverte de quatre tombes de guerriers de l'époque, accompagnés d'une épée en fer, d'un couteau, et d'une boucle de ceinture constituée d'argent et de laiton.

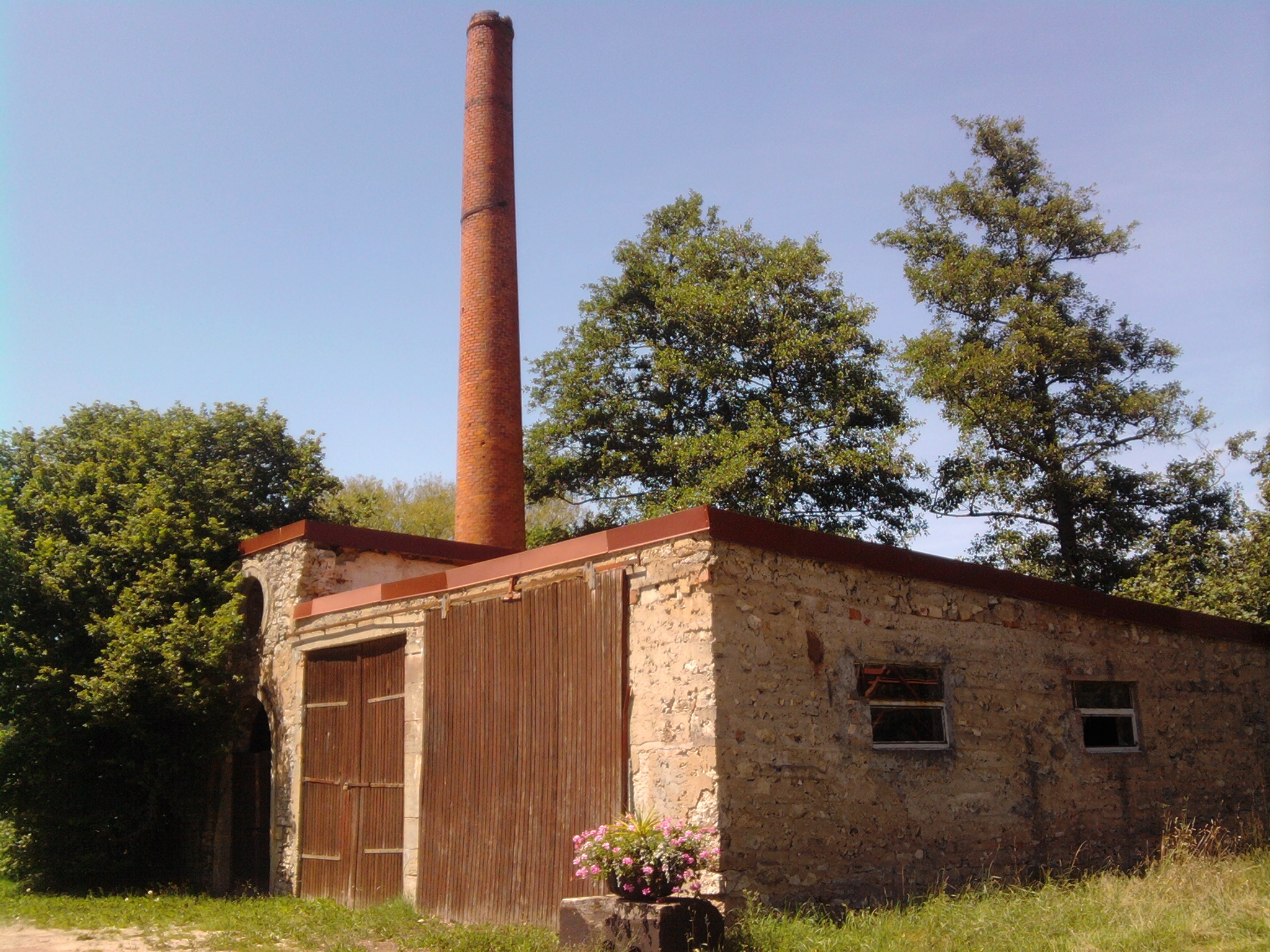
Ancien moulin du village, unique vestige médiéval de la commune, fonctionnait à la force du courant de la Blies, la cheminée qui l'accompagne a été construite lors de l'agrandissement et la modernisation du moulin en 1869 et ainsi permet une motricité à vapeur, d'où le nouveau nom du moulin "kuntsmuhle".

À l'époque féodale, au sein du Saint-Empire romain germanique, apparaît le premier nom connu du village, Blysebrucken. Il est rédigé sur un acte de donation de 1131, stipulant que le comte de Saarwerden, Frédéric Ier et son épouse léguaient une partie de leurs territoires dans la vallée de la Blies à l'abbaye de Wörschweiler, acte cosigné par Waltherus Ier de Brucken et Wecelo, curé de Brucken. En effet, la famille régnant alors sur le secteur est celle des chevaliers de Brucken. L'ancien château des Brucken, détruit au milieu du XIIIe siècle, Das Alte Schloss, se situait sur la colline de la Hardt, colline surplombant la vallée de la Blies, d'où on pouvait surveiller la plupart des activités du village. En 1244, Waltherus III, céda de nouveau un territoire à l'abbaye. La famille des châtelains De Brucken s'éteignit par la mort de Walter VI chanoine de Trèves et de Cologne qui survécut à tous ses frères et termina la lignée en décédant le 10 avril 1469. Les armoiries actuelles du village sont celles des chevaliers de Brucken.
Plusieurs seigneurs ou coseigneurs tous vassaux du duc de Lorraine, dont le seigneur de Hombourg, sur la Canner et les seigneurs Jean et Jacques de Raville possédaient certains droits sur le village. Un signe patibulaire, est érigé sur le territoire du village, grâce à l'autorisation donnée par Charles III, duc de Lorraine, demandée par Wirig, seigneur de Créhange.
En 1627, Antoinette-Élisabeth, comtesse de Créhange, apporte en dot, au margrave de Bade le territoire communal de Bliesbruck en plus de la seigneurie de Forbach. Les droits du territoire furent cédés en 1632 par ce dernier, à ces fils qui meurent sans descendance. En 1662, ces acquisitions sont offertes à Philippe Christophe Frédéric, comte de Hohen-Zollern, par l’intermédiaire de son épouse Marie-Sidonie, sœur des anciens possesseurs du lieu.
La guerre de Trente Ans 1618-1648 créa un énorme bouleversement social et politique au sein du village : destructions et pillages par le passage de l'armée suédoise de Gustave Adolphe en 1632, population totalement décimée, abandon de l'agriculture, de plus la Lorraine fut occupée par l'armée de Louis XIII. Ce n'est que dans les années 1660 que la maison de la Leyen achète des droits sur la commune et ses environs aux comtes de Varsberg et de Hohenzollern ; le 3 septembre 1667 Gaspard de la Leyen, archevêque de Trèves, acquit la seigneurie de Forbach et l’ensemble des communes de la vallée de la Blies.
Ce n'est qu’après le retrait des troupes de Louis XIV en 1667 qu'une politique de repeuplement de nos contrées ravagées par la terrible guerre de Trente Ans fut mise en place sous l'impulsion du duc de Lorraine Léopold. Le premier recensement de 1698 fait état de 39 familles pour un total de 202 habitants, alors qu'avant la guerre de Trente Ans la population du village de Bliesbruck comptait déjà 75 feux ce qui peut être estimé à 400 habitants.
À la suite du traité de Vienne en 1738, François III, empereur romain germanique et époux de l'archiduchesse d'Autriche, perdit son titre de duc de Lorraine, au profit de Stanislas Leszczynski, roi déchu de Pologne, à la mort duquel, en 1766, le duché sera rattaché à la France. Pendant ce temps, la Lorraine n'était pas régie par son duc, mais par M. de la Galaizière, représentant du roi de France. Celui-ci remis au point un grand nombre de lois qui n'étaient plus en vigueur dans la vallée de la Blies.
C'est le traité de Ratisbonne du 18 novembre 1782 entre la couronne de France et le Saint-Empire germanique qui clarifia les possessions françaises du comte de La Leyen. En effet par différentes cessions et échanges que des territoires et villages furent intégrés à l'empire ou au royaume de France. Au traité de Ratisbonne fut décidé, la Blies faisant frontière naturelle entre les deux pays, que dans Bliesbruck la rive droite de la Blies dit « petit côté », berceau du village médiéval, sera malgré cette frontière naturelle également intégrée à la France.

### De laRévolution françaiseà laSeconde Guerre mondiale
À la Restauration, la région Lorraine procéda à des projets de réaménagement. À Bliesbruck, la nécessité de construire un pont en pierre s'avéra urgente. En effet l'ancien pont en bois nécessitait trop souvent des réparations. Avec l'appui de Pierre Marte, maire de la commune, le conseil municipal fit construire un pont à arches, visible sur des photographies et dessins d'avant la Seconde Guerre mondiale, sa construction fut achevée en 1822.
Après l'épidémie de choléra de 1814, le cimetière se vit trop étroit pour accueillir les 144 défunts de l'épidémie. On proposa d'en construire un plus grand non loin du presbytère, or il aurait privé le curé d'une partie de son jardin, le projet fut donc remis à 1838 à l'emplacement actuel du cimetière.

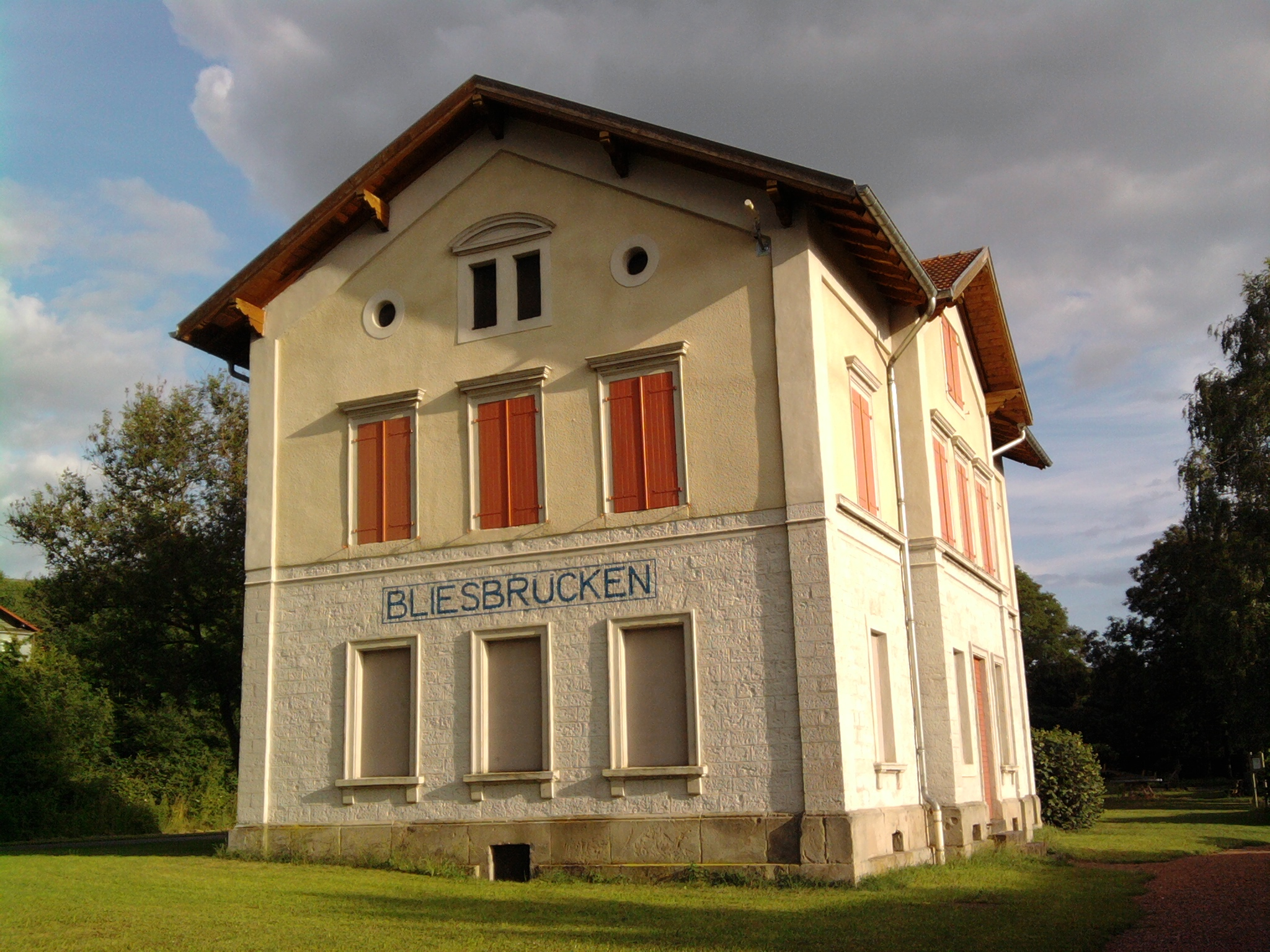
Ancienne gare de Bliesbruck, autrefois desservie par la ligne Hombourg-Sarreguemines.

Vers 1860, l'agriculture s'est diversifiée. À cette époque on y cultivait le blé, le seigle, l'orge, l'avoine, le colza et les légumes secs. En 1863, la voie ferrée Sarreguemines-Bitche-Haguenau est en construction. Elle passe relativement loin des habitations et ne dessert pas la commune, mais passe tout de même à l'intérieur des limites du village. Elle est toujours en service aujourd'hui. Dès 1871 l'Alsace-Moselle actuelle est incluse à l'Allemagne, et cela jusqu'en 1918.
En 1875, une 2e voie de chemin de fer passant par Bliesbruck est en construction. Celle-ci fait le parcours de Hombourg à Sarreguemines. Le plan cadastral de la commune a été modifié à la suite du passage de deux chemins de fer dans le village. Une gare fut également construite pour la desserte ferroviaire de la commune. Elle est l'une des rares bâtisses du village à avoir été épargnée par les bombardements du printemps 1944.
C'est dès 1906 que le conseil municipal décide de la création du réseau d'eau courante alimenté par les différentes sources du Rotenberg, aménagement considérable pour l'époque, mais très apprécié par l'ensemble de la population.
Dans les années 1920, l'apparition de la lampe à pétrole, de l'éclairage public, et des moteurs électriques, rendirent la vie des villageois beaucoup plus aisée, autant au niveau privé qu'au niveau professionnel. En effet, dans le domaine de l'agriculture, on eut de moins en moins besoin d'une main-d’œuvre traditionnelle.

### De laSeconde Guerre mondialeà aujourd'hui
À la veille de la Seconde Guerre mondiale, Bliesbruck est située, comme un autre grand nombre de communes de la Moselle situées entre la ligne Maginot et la frontière allemande. Ce secteur est désigné « zone rouge ». Le gouvernement français avait prévu un projet de déportation provisoire de ces populations mosellanes, considérées comme vulnérables à une probable offensive de l'Axe. C'est alors qu'à partir de septembre 1939 et ce jusqu'au 10 mai 1940, l'ensemble de la population bliesbruckoise, ainsi que celle des autres communes de la « zone rouge » de Moselle, furent contraints de quitter leurs habitations, et furent, pour la plupart, évacués, de façon très désordonnée et précipitée, vers la Charente et la Charente-Inférieure, actuelle Charente-Maritime.
Lors de la Seconde Guerre mondiale, 90 % du village furent détruits, notamment l'église, par les bombardements américains, et l'ancien pont, par les Allemands. Seuls quelques bâtiments, comme l'ancienne gare, furent épargnés. On dut procéder ensuite à la reconstruction : du pont, rebâti quelques mètres en aval du précédent, et de l'église (voir : Section détaillée).
La reconstruction du village permis la création de nouvelles maison plus spacieuses et plus espacées, ce qui mena à l'agrandissement des limites de la commune. On procéda également au développement du hameau d'Hermeskappel. Celui-ci ne contenait que quatre maisons en 1939 pour plus d'une cinquantaine aujourd'hui.
Il y eut également plusieurs projets d'amélioration des équipements, de forage, d'arrivée d'eau courante, et d'assainissement.
C'est en 1959, que la voie ferrée Hombourg-Sarreguemines, cessa d'accueillir les trains de transport de voyageurs, elle restera en service pour le transport de marchandises jusqu'en 1980, l'automobile ayant pris le dessus sur les transports ferroviaires dans la vie quotidienne des habitants de la région.
C'est en 2006, que cette voie ferrée à l'abandon, connut une renaissance, en effet, la communauté d'agglomération Sarreguemines Confluences aménage sur cette emprise SNCF à partir de Sarreguemines, une piste cyclable rejoignant le réseau cyclable de la Sarre. Une autre piste a été créée rive droite de la Blies, partant de Habkirchen, quartier de Mandelbachtal, pour finir au Petit-Côté de Bliesbruck.
Entre le XXe siècle et aujourd'hui, trois grands lotissements ont pris naissance dans la commune. Le premier, rive droite, est un ensemble de terrains très ensoleillés. Il comprend presque la moitié du Petit-Côté. Il prend naissance après le cimetière, et se prolonge vers l'ouest du village et sur les hauteurs du Kloberg. Le second, se situe sur la zone comprise entre l'ancienne gare, et le parc archéologique de Bliesbruck-Reinheim. Le troisième composé de 30 parcelles fut créé à l'annexe Hermeskappel qui aujourd'hui compte 150 habitants.

## Politique et administration

### Liste des maires
| Période                                  | Période   | Identité          | Étiquette | Qualité |
| ---------------------------------------- | --------- | ----------------- | --------- | ------- |
| Les données manquantes sont à compléter. |           |                   |           |         |
| 1909                                     | 1919      | Michel Guerlach   |           |         |
| 1919                                     | 1936      | Auguste Wack      |           |         |
| 1936                                     | 1945      | Victor Wack       |           |         |
| 1945                                     | 1947      | Jean Pierre Meyer |           |         |
| 1947                                     | 1952      | Eugène Lersy      |           |         |
| 1953                                     | 1971      | Louis Beckrich    |           |         |
| mars 1971                                | mars 1983 | Joseph Weissend   |           |         |
| mars 1983                                | mars 1989 | Odile Hensgen     |           |         |
| mars 1989                                | mars 1995 | Maxime Kremer     |           |         |
| juin 1995                                | En cours  | Jean-Luc Lutz     |           | [ 24 ]  |

### Budget et fiscalité 2023
En 2023, le budget de la commune était constitué ainsi :
- total des produits de fonctionnement : 816 000 €, soit 793 € par habitant ;
- total des charges de fonctionnement : 573 000 €, soit 557 € par habitant ;
- total des ressources d'investissement : 416 000 €, soit 404 € par habitant ;
- total des emplois d'investissement : 266 000 €, soit 259 € par habitant ;
- endettement : 411 000 €, soit 400 € par habitant.

Avec les taux de fiscalité suivants :
- taxe d'habitation : 15,46 % ;
- taxe foncière sur les propriétés bâties : 30,92 % ;
- taxe foncière sur les propriétés non bâties : 54,82 % ;
- taxe additionnelle à la taxe foncière sur les propriétés non bâties : 0,00 % ;
- cotisation foncière des entreprises : 0,00 %.

Chiffres clés Revenus et pauvreté des ménages en 2021 : médiane en 2021 du revenu disponible, par unité de consommation : 24 160 €.

### Jumelages
- Millery (France) depuis 1946

Le jumelage entre Bliesbruck et Millery est né sous l'impulsion de l'association France Résistance en 1946, dans le but d'aider à la reconstruction de la commune mosellane en ruines. Depuis ces deux localités ont gardé des liens permanents. Ce partenariat a été ravivé en juin 1998, date à laquelle une délégation est revenue à Bliesbruck avec à sa tête M. Jean Loret, maire de Millery, accueillie par de nombreuses personnalités de l'arrondissement et en présence de monsieur Gilbert, sous-préfet de Sarreguemines. Après ces nombreuses années certains anciens des deux communes se sont retrouvés avec beaucoup d'émotion. Des souvenirs ont naturellement été évoqués et dans son allocution le maire Jean-Luc Lutz à rappelé les paroles de 1948 de M. Eugène Lersy, maire de Bliesbruck lors de son discours de bienvenue à une délégation de la commune de Millery « La dette que notre commune a contracté envers la vôtre, nous ne pourrons la payer, mais nous promettons de l'inscrire en lettres d'or dans nos cœurs et dans nos archives. »
Depuis cette date plusieurs rencontres ont eu lieu. La dernière fin mai 2010, lors de cette visite, le maire de Millery Marc Cliet au nom de ses concitoyens et pour marquer cette amitié vieille de plus de 60 ans a offert à la commune de Bliesbruck une plaque en métal forgé représentant les blasons de chaque commune, reliés par deux mains se joignant. Le socle est gravé de l'inscription « Bliesbruck-Millery une amitié faite pour durer ». Une rencontre, cette fois à Millery, est programmée pour la Pentecôte 2012.
Une délégation de la commune de Millery sous l'impulsion de son nouveau Maire, Mme Françoise GAUQUELIN a perpétué ces rencontres en venant à Bliesbruck le 2 juin 2017, week end de Pentecôte. La tradition et l'amitié entre les deux commune a été renouvelée,
Une visite à Millery d'une délégation de Bliesbruck  est programmée au weekend de Pentecôte en 2019.

## Population et société

### Démographie

#### Évolution démographique
L'évolution du nombre d'habitants est connue à travers les recensements de la population effectués dans la commune depuis 1793. Pour les communes de moins de 10 000 habitants, une enquête de recensement portant sur toute la population est réalisée tous les cinq ans, les populations de référence des années intermédiaires étant quant à elles estimées par interpolation ou extrapolation. Pour la commune, le premier recensement exhaustif entrant dans le cadre du nouveau dispositif a été réalisé en 2007.

En 2022, la commune comptait 976 habitants, en évolution de −3,37 % par rapport à 2016 (Moselle : +0,52 %, France hors Mayotte : +2,11 %).
| 1793 | 1800 | 1806 | 1821  | 1836  | 1841  | 1861  | 1866  | 1871  |
| ---- | ---- | ---- | ----- | ----- | ----- | ----- | ----- | ----- |
| 885  | 823  | 965  | 1 338 | 1 245 | 1 158 | 1 091 | 1 127 | 1 047 |

| 1875 | 1880 | 1885 | 1890 | 1895 | 1900 | 1905 | 1910 | 1921 |
| ---- | ---- | ---- | ---- | ---- | ---- | ---- | ---- | ---- |
| 991  | 949  | 900  | 872  | 785  | 786  | 783  | 801  | 796  |

| 1926 | 1931 | 1936 | 1946 | 1954 | 1962 | 1968 | 1975 | 1982 |
| ---- | ---- | ---- | ---- | ---- | ---- | ---- | ---- | ---- |
| 776  | 800  | 813  | 576  | 773  | 933  | 918  | 867  | 965  |

| 1990 | 1999 | 2006  | 2007  | 2012  | 2017  | 2022 | - | - |
| ---- | ---- | ----- | ----- | ----- | ----- | ---- | - | - |
| 915  | 985  | 1 013 | 1 017 | 1 008 | 1 017 | 976  | - | - |

### Enseignement
- École primaire, rue Principale.
- École maternelle, rue Principale.

### Manifestations culturelles et festivités
- Les crécelles de Pâques.
- Feu d'artifice du 14-Juillet, petite fête foraine.
- La fête du Petit-Côté, fête de deux jours, et brocante (marché aux puces) tout au long de la journée du dimanche, le 1er week-end d'août.
- La  fête des Récoltes, dernier week-end de septembre.
- La fête de la Kirb, fête foraine ayant lieu le 2e week-end d'octobre.

### Santé
Professionnels et établissements de santé :
- Médecins à Bliesbruck, Wiesviller, Gros-Réderching, Sarreinsming.
- Pharmacies à Achen, Rémelfing, Rohrbach-lès-Bitche, Sarreguemines.
- Hôpitaux à Sarreguemines, Rouhling, Sarralbe, Bitche.

### Sports
- Terrain de football, rue de la Blies.
- Terrain de tennis, rue Principale.
- Terrain de pétanque, rue de la Hard.

### Cultes
- Culte catholique, Communauté de paroisses Sainte-Marie du Val de Blies[32], Diocèse de Metz.

## Culture locale et patrimoine

### Lieux et monuments

#### Sites archéologiques et touristique & curiosités diverses
- Parc archéologique européen de Bliesbruck-Reinheim, rue Robert-Schuman, 1991 : la structure muséale des Thermes a été conçue par Frédéric Jung et Gilbert Long pour abriter les vestiges archéologiques découverts sur le site ; six portiques en lamellé-collé supportent la toiture et les passerelles qui surplombent les fouilles ; mêlant bois, acier et béton, l'architecture s'inspire des séchoirs traditionnels[33]. Le site est l'objet de campagnes de fouilles et de recherches. Les thermes publics présentés sous leur pavillon muséal et le quartier artisanal ouest constituent un parcours muséographique qui révèle la vie quotidienne des habitants. Une boulangerie et poterie reconstituées abritent des animations[34]. Les vestiges de l'agglomération gallo-romaine sont classés partiellement au titre des monuments historiques par arrêté du 28 mai 1986 et des parcelles du lieudit Hinterer Sand sont inscrites par arrêté du 31 juillet 1995[35].
- Thermes de Bliesbruck, Ier siècle ;
- Maison forte de Bliesbruck construite dans les thermes aux XVe et XVIe siècles[36].
- Ancien moulin et sa cheminée, rue Principale, entrée du village, Moyen Âge
- Ermitage et chapelle de Hermeskappel XVIIe siècle, restaurée
- Ancienne gare, rue de la Gare.

#### Édifices religieux
- Église Sainte-Catherine[37], rue Principale
- Cimetière, rue Pasteur
- Chapelle de la Hermeskappel, rue de Wiesviller
- Chapelle Saint-Sébastien, construite en 1814, rue du Château
- Strunckkappelle, oratoire, petit côté rue des Jardins

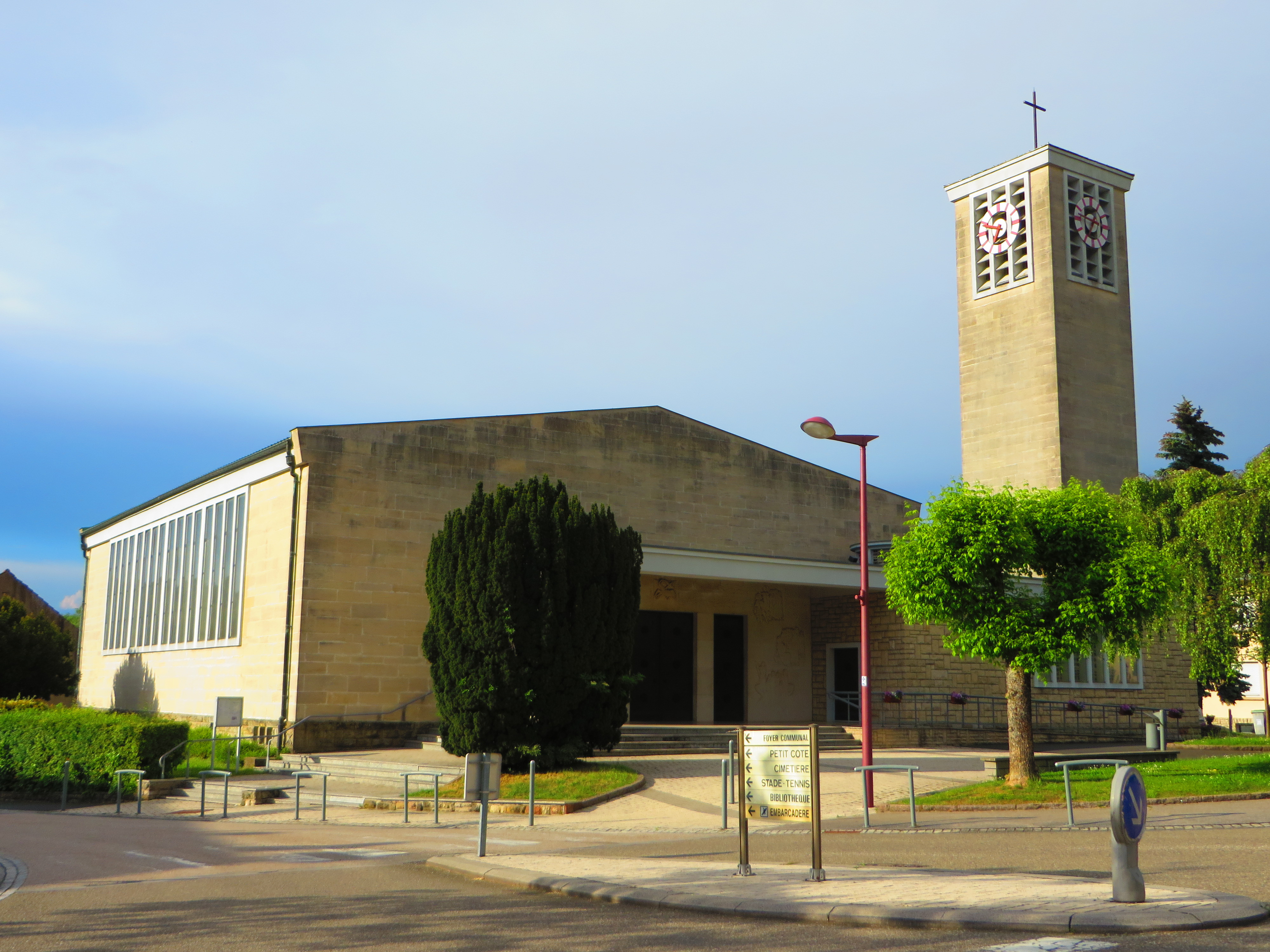
Église Sainte-Catherine.
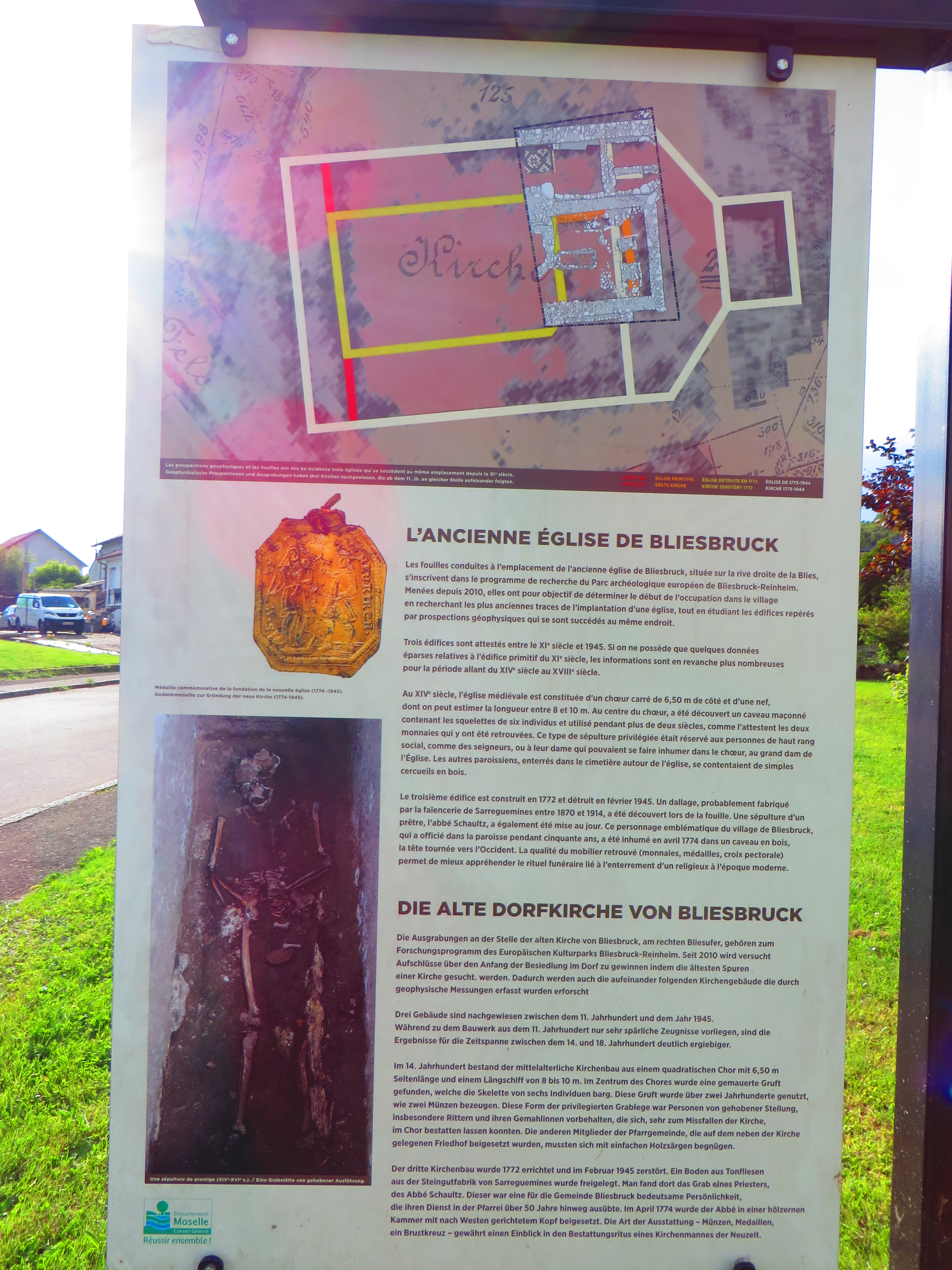
Plan explicatif de l'ancienne église.
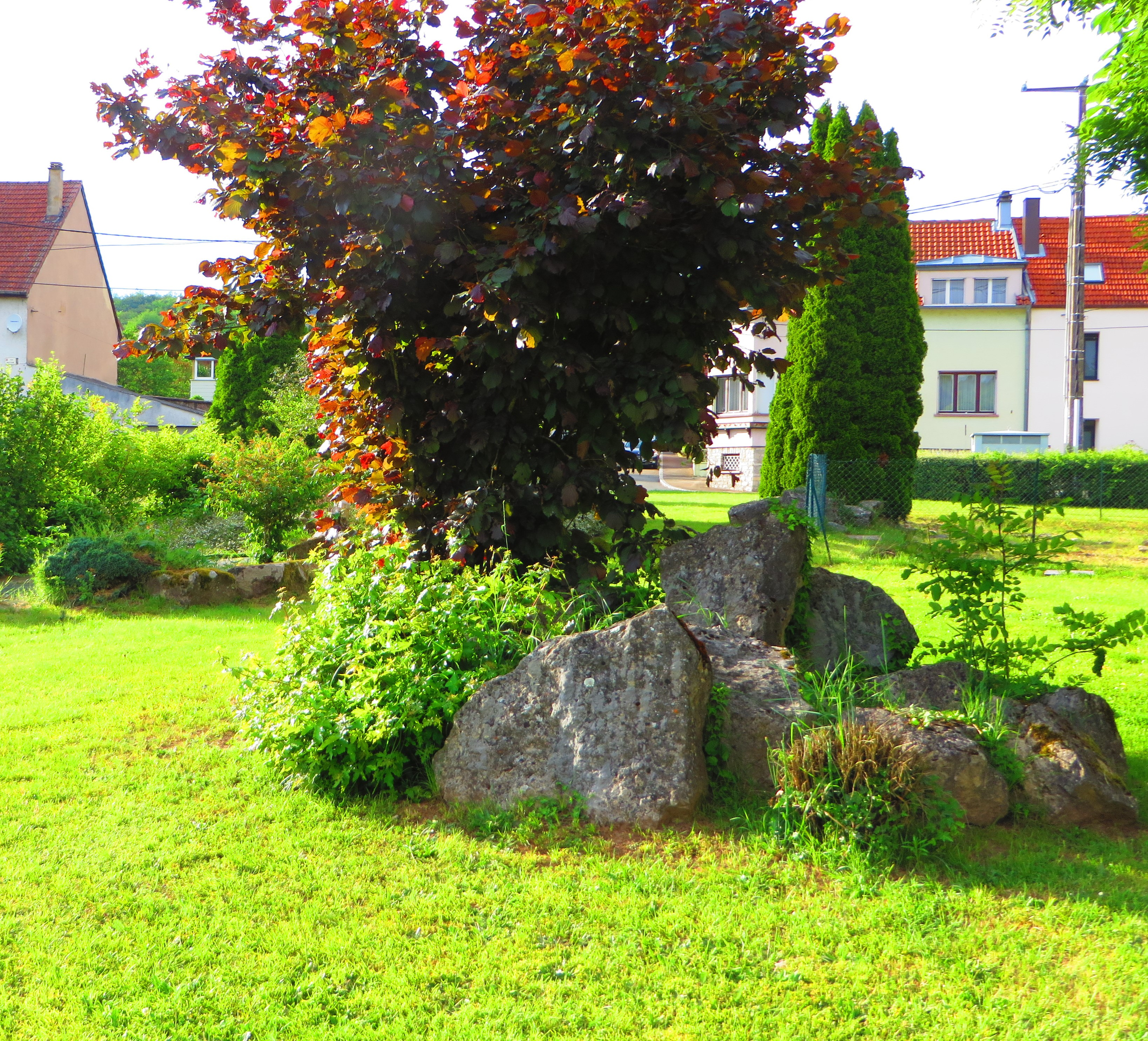
Ruines de l'ancienne église.
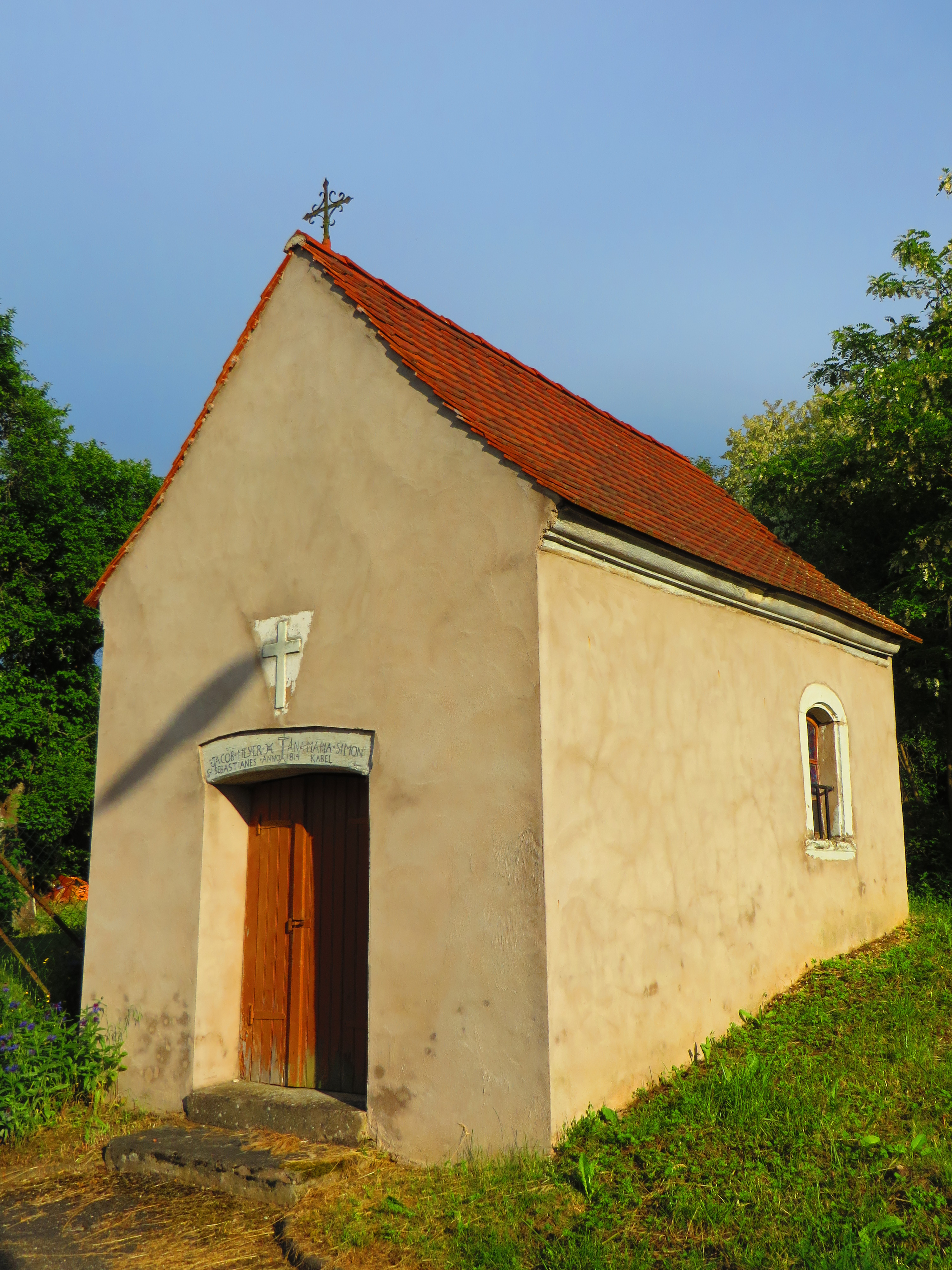
Chapelle Saint-Sébastien.
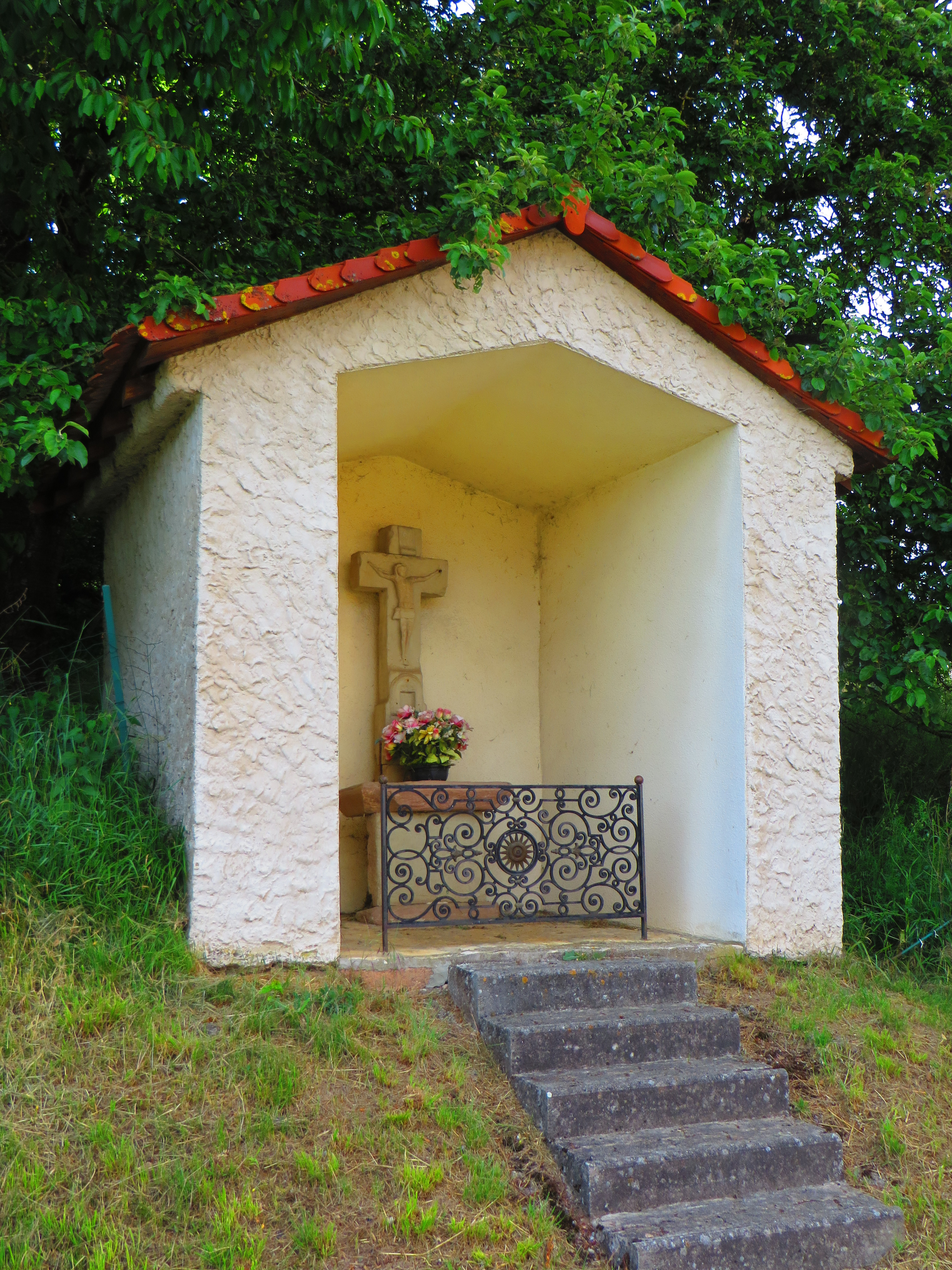
L'oratoire Strunckkappelle.

##### L'église médiévale
On sait peu de chose sur cet édifice, qui n'a probablement pas été la première église de la paroisse de Bliesbruck. En effet, des fouilles entreprises sur l'emplacement de l'ancienne église au petit côté ont fait apparaître des indices datant du XIe siècle confirmant l'existence d'une église datant du haut Moyen Âge.
L'édifice aurait été construit durant le XIVe siècle, et été fortement endommagé durant les batailles de la guerre de Trente Ans.

##### L'église néoclassique
Dans les décennies suivant la guerre de Trente Ans, le nombre d'habitants du village tripla : environ 200 hab. en 1698 pour environ 550 hab. en 1766 ; la première église devint donc trop exiguë.
Jean-Pierre Schaultz, curé de 1724 à 1774, fit construire un nouvel édifice dans un style classique.
La construction dura de 1772 à 1774, on la fit bâtir à l'emplacement exact de l'ancienne église. L'accès au cimetière fut alors interdit aux villageois, à cause des travaux, et les défunts furent, pendant ces deux ans, inhumés à Reinheim ou à Habkirchen.
Premier trimestre 1945, l'église est détruite par les bombardements américains, seul le clocher subsistera. La totalité des décombres fut enlevée à la fin des années 1950 et l'emplacement de l'église avec son ancien cimetière fut aménagé en parc d'agrément. Afin de mieux connaître les origines médiévales de Bliesbruck, des fouilles archéologiques ont été entreprises depuis 2011 par l'équipe archéologique départementale du site de Bliesbruck. Les premières découvertes ont attesté que plusieurs églises et lieux de cultes ont été érigés sur cet emplacement et des vestiges datant du XIe siècle ont été mis au jour. Lors de la campagne de fouille 2012, la sépulture de l'abbé Schaultz a été découverte. Ce dernier a été enterré avec des médailles, des pièces de monnaie et une croix. L'abbé Schaultz fit construire l'église du XVIIIe siècle. Il mourut sans la voir terminée en 1774.
Une nouvelle campagne de fouilles démarrée le 24 juin 2013 a permis de mettre au jour la sépulture d'un deuxième curé. Ce dernier encore inconnu pour le moment a été enterré avec un ancien calice posé au niveau du bas-ventre. Les fouilles 2013 ont également permis la découverte dans le chœur d'un caveau contenant des squelettes de huit personnes différentes datant du XIIe au XIVe siècle pouvant être des membres de la famille De Brucken, sire de Bliesbruck à cette période. Par ailleurs ont aussi été mises au jour d'autres fondations attestant de la présence d'une possible quatrième église.

#### L'église Sainte-Catherine moderne

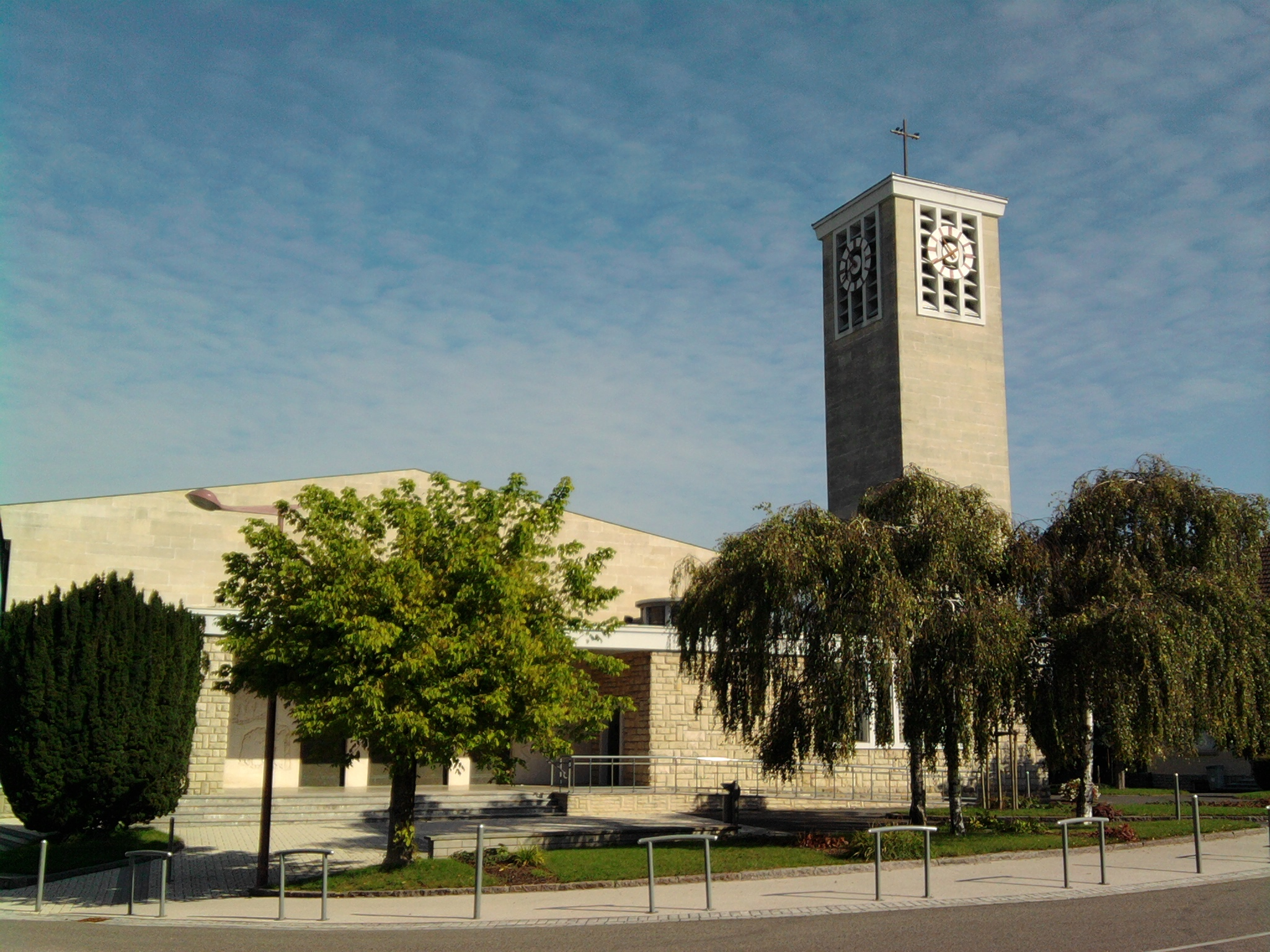
Église Sainte-Catherine, vue de la rue Principale.

L'ancienne église fut totalement détruite pendant la Seconde Guerre mondiale. Alors en attendant la construction de la nouvelle église, on transforma en église le foyer paroissial situé à côté du presbytère. Cette église qui servit tout de même douze ans, a été comme d'ailleurs l'ancien presbytère, transformée en maison d'habitation familiale.
Mais à cette époque, deux opinions publiques s'opposaient : certaines personnes souhaitaient la déplacer sur la rive gauche de la Blies, d'autres désiraient la reconstruire à l'emplacement des deux précédents édifices, c'est-à-dire sur la rive droite (Petit-Côté). L'abbé Schowing, qui était le curé pendant cette période, dirigea une demande pour que l'église soit rebâtie au Petit-Côté.
Malgré cette lettre et l'appui de la préfecture, le conseil municipal décida, en 1948, de bâtir le nouvel édifice dans le secteur principal du village, c'est-à-dire sur la rive gauche, la mairie et les écoles furent également rebâties à proximité rive gauche.
Et c'est le 18 août 1957 que Joseph-Jean Heintz, évêque du diocèse de Metz, vint présider la pose de la première pierre de l'église.
Cette dernière présente un style moderne, complètement en pierre, l'édifice principal étant basé sur un plan rectangulaire, et la tour, servant de clocher, est elle construite sur un plan carré. On peut également noter la présence de la morgue du village, située derrière l'édifice.
La consécration eut enfin lieu le 15 novembre 1959, par Paul-Joseph Schmitt, évêque de Metz.
En 2002 fut construite à l'arrière de l'église une morgue, sur les plans de l'architecte M. Ingasser.
2006, d'importants travaux d'aménagement et d’effacement des réseaux aériens ont totalement modifié les places de l'église et de la mairie ainsi que le carrefour rue Principale/rue de Millery.

### Personnalités liées à la commune
- Céleste Lett, député-maire de Sarreguemines.
- André Rausch, membre du conseil de la République (sénat) de 1946 à 1948, maire de Sarreguemines de 1944 à 1945.

### Héraldique
| Blason de Bliesbruck | Blason  | Fuselé de gueules et d'argent.                   |
| Blason de Bliesbruck | Détails | Le statut officiel du blason reste à déterminer. |

## Pour approfondir